# Thaamirabharani
Thaamirabharani es una película dramática de acción en lengua tamil de 2007 escrita y dirigida por Hari. Está protagonizada por Vishal, el recién llegado Bhanu, Prabhu, Vijayakumar, Nadhiya y Nassar en los papeles principales. La partitura y la banda sonora fueron compuestas por Yuvan Shankar Raja. Se estrenó el 14 de enero de 2007 durante Thai Pongal junto con Pokkiri de Vijay y Aalwar de Ajith, y finalmente se convirtió en un éxito comercial en la taquilla, funcionando durante más de 100 días en los cines.
Thaamirabharani fue luego doblada al télugu y lanzada como Bharani. El título se deriva del río del mismo nombre, que fluye a través de Thirunelveli y Thoothukudi, donde se desarrolla la película. 

## Trama
La historia está ambientada en el telón de fondo de Thoothukudi. Saravanaperumal (Prabhu) es un rico hombre de negocios, y Subbiah (Vijayakumar) y su hija Sakunthaladevi (Nadhiya) son sus rivales en los negocios. Bharaniputhiran (Vishal) es el sobrino de Saravanan. Bhanumathi (Bhanu) es un estudiante universitario que se enamora de Bharani y le sigue. Bharani se entera de que Bhanu es la única hija de Sakunthaladevi y sospecha de su comportamiento y por lo tanto su amor no es recíproco. 
Un día, Bhanu va a encontrarse con Bharani en una isla, y todos son arrestados por los guardias costeros, quienes creen que están ejerciendo la prostitución, y luego son liberados por la policía local porque Bharani tiene mucha influencia. Pero un periodista de prensa escribe sobre este evento ya que tiene una venganza contra Sakunthaladevi. Esto enfurece a Subbiah y él malinterpreta que Saravanan fue el cerebro maestro detrás de atrapar a Bhanu en un caso de prostitución. Subbiah y su hijo Velladurai (Nassar) planean matar a Saravanan, pero él escapa. Bharani se enoja sabiendo esto y va a matar a Velladurai, pero accidentalmente corta la mano de Selvam (Akash). Selvam es el amable hermano menor de Velladurai. Bharani se siente mal por su acción. 
Saravanan le dice la verdad a Bharani de que Sakunthaladevi no es otra que su esposa, y Bhanu es su única hija. Se muestra un flashback en el que Sakunthaladevi no le gusta la hermana viuda de Saravanan, y su hijo Bharani, que está con él, quiere que dirija el núcleo familiar. Esto provoca una pelea entre Saravanan y Sakunthaladevi y ella se va a casa de su padre. Bharani comprende que Bhanu intentó casarse con él para que la familia pudiera volver a unirse. Bharani conoce a Bhanu y se disculpa con ella y ambos se acercan. Bharani planea unir a Sakunthaladevi y Saravanan. 
Mientras tanto, Karmegam (Sampath Raj) trabaja para Velladurai y expresa su interés en casarse con Sakunthaladevi con el plan de poseer toda su riqueza. Velladurai acepta esto sin informarle y planea una boda. Bharani se entera de esto y se apresura a detener la boda. Sakunthaladevi se sorprende al saber la intención de su hermano de casarla con Karmegam y lo regaña. La pelea estalla y Karmegam es asesinado por Bharani, después de lo cual Bharani es enviado a la cárcel. Sakunthaladevi se da cuenta de su error y se une con Saravanan. 
Bharani sale de la cárcel después de 4 años y vuelve a casa. Ve los arreglos de la boda entre él y Bhanu. Bharani se niega a casarse con Bhanu y dice que Subbiah y Velladurai siguen enfadados con él por cortarle la mano a Selvam, y Bharani insiste en que Bhanu se case con Selvam. Finalmente Sakunthaladevi revela la verdad de que fue ella quien mató a Karmegam, y Bharani asumió la culpa y fue encarcelado para que se salve. Subbiah y Velladurai oyen la conversación y entienden la buena intención de Bharani. Finalmente, Bharani y Bhanu se casan, y la familia se reúne de nuevo.

## Reparto
- Vishal como Bharaniputhiran (Kettavan)
- Prabhu como Saravanaperumal, el tío de Bharani.
- Bhanu  como Bhanumathy, la hija de Saravanaperumal
- Nadhiya como Sakunthaladevi, la esposa de Saravanaperumal
- Nassar como Vellathurai, el hermano de Sakunthala
- Vijayakumar como Subbaiah, el padre de Vellathurai
- Rohini como Pechchikani, la madre de Bharani
- Manorama como Thangapazham, la madre de Saravanaperumal
- Nizhalgal Ravi como Thangapaandi
- Ganja Karuppu como Muthu
- Sampath Raj como Kaarmegam
- Aarthi como Meena
- Akash como Selvam, el hermano de Vellathurai
- Crane Manohar
- Chaams como Sombunakki (sin acreditar)

## Estreno

### Recepción de la crítica
- Rediff escribió: "Hari ha logrado reunir una mezcla bastante redimible de acción, humor y sentimientos, haciendo que la película valga la pena de ser vista".
- B Balaji escribió: "Thaamirabharani es todo conflictos. Con un gran número de personajes en cada lado, dos o más de ellos parecen estar peleando, ya sea verbal o físicamente, la mayor parte del tiempo. Aunque esto hace que la película sea bastante ruidosa, también le da a la película mucha energía".[3]
- Hindú escribió: "Hari tiene algunos giros interesantes y secuencias de suspenso en la narración. La historia no es nueva pero es apasionante".[4]

## Banda sonora
| Thaamirabharani                                      | Thaamirabharani         |
| ---------------------------------------------------- | ----------------------- |
| Banda sonora por Yuvan Shankar Raja                  |                         |
| Lanzamiento                                          | 22 de diciembre de 2006 |
| Grabada                                              | 2006                    |
| Género                                               | Banda sonora            |
| Discográfica                                         | Sa Re Ga Ma             |
| Productor                                            | Yuvan Shankar Raja      |
| Cronología de Yuvan Shankar Raja                     |                         |
| Madana Thaamirabharani Deepvali (2006) (2006) (2007) |                         |

La música fue grabada por Yuvan Shankar Raja, que se unió al director Hari por primera vez y a Vishal por tercera vez. La banda sonora se estrenó el 22 de diciembre de 2006. Presenta cinco temas con letras escritas por Na. Muthukumar y Hari. La canción "Karuppana Kaiyale" fue adaptada de la antigua canción devocional "Karpoora Nayagiye" de LR Eswari . 
| Pista | Canción                  | Cantante (s)            | Duración (min: seg) | Notas |
| ----- | ------------------------ | ----------------------- | ------------------- | ----- |
| 1     | "Karuppaana Kaiyale"     | Ranjith, Roshini        | 3:28                |       |
| 2     | "Kattabomma Oorenakku"   | Vijay Yesudas           | 4:51                |       |
| 3     | "Thaaliyae Thevaiyillai" | Hariharan, Bhavatharini | 4:47                |       |
| 4     | "Thiruchendhuru Muruga"  | Naveen Mathav           | 5:27                |       |
| 5     | "Vaartha Onnu"           | KK                      | 5:16                |       |